# Ninja Commando 5
Ninja Commando 5 – trzeci album studyjny polskiego zespołu Nagły Atak Spawacza wydany w 1998 roku nakładem wytwórni R.R.X. i Fazi Underground Records.

## Lista utworów
1. „Komar”
2. „Czterej Pancerni”
3. „Lost generation”
4. „Bennzedrin '98”
5. „Mobilizacja”
6. „Uve kolarz”
7. „Dziadek Mietek”
8. „Rast mix”
9. „Hard core”
10. „Jest w sklepie mięso”
11. „Miasto…”
12. „Tajemnice życia”
13. „Klasa średnia”
14. „Łeba killazz”
15. „Masakra” (gościnnie: Dignity)
16. „Sowa bez oka” (gościnnie: Goślina, Koko)

## Twórcy
Opracowano na podstawie materiału źródłowego.
- Krzysztof „Fazi” Milerski – wokal, słowa
- Przemysław „Dzwon” Jaszkowski – wokal, słowa
- Marcin „Kamień” Kamieński – wokal, słowa
- Maciej „Zocha” Wysocki – wokal, słowa
- Nagły Atak Spawacza – produkcja
- Maciej „Camey” Sierakowski – produkcja
- Sławomir Mizerkiewicz – realizacja nagrań
- „Dignity” – wokal (15), słowa (15)
- Maciej „Goślina” Gośliński – wokal (16), słowa (16)
- „Koko” – wokal (16), słowa (16)